# Oliver H. Radkey
Oliver Henry Radkey (Edna, Texas, 12 de julio de 1909-Austin, Texas, 21 de julio de 2000) fue un historiador estadounidense, que publicó diversos trabajos sobre la historia contemporánea de Rusia.
Fue autor de obras como The election to the Russian Constituent Assembly of 1917 (1950, publicada en una edición ampliada en torno a 1990 por Cornell University Press con el título Russia goes to the polls: the election to the all-Russian Constituent Assembly, 1917), The Agrarian Foes of Bolshevism: Promise and Default of the Russian Socialist Revolutionaries, February to October 1917 (1959), The Sickle under the Hammer; The Russian Socialist Revolutionaries in the Early Months of Soviet Rule (Columbia University Press, 1963) o The Unknown Civil War in Soviet Russia: A Study of the Green Movement in the Tambov Region, 1920-1921 (Hoover Institution Press, 1976), entre otras.